# Zeevrugt

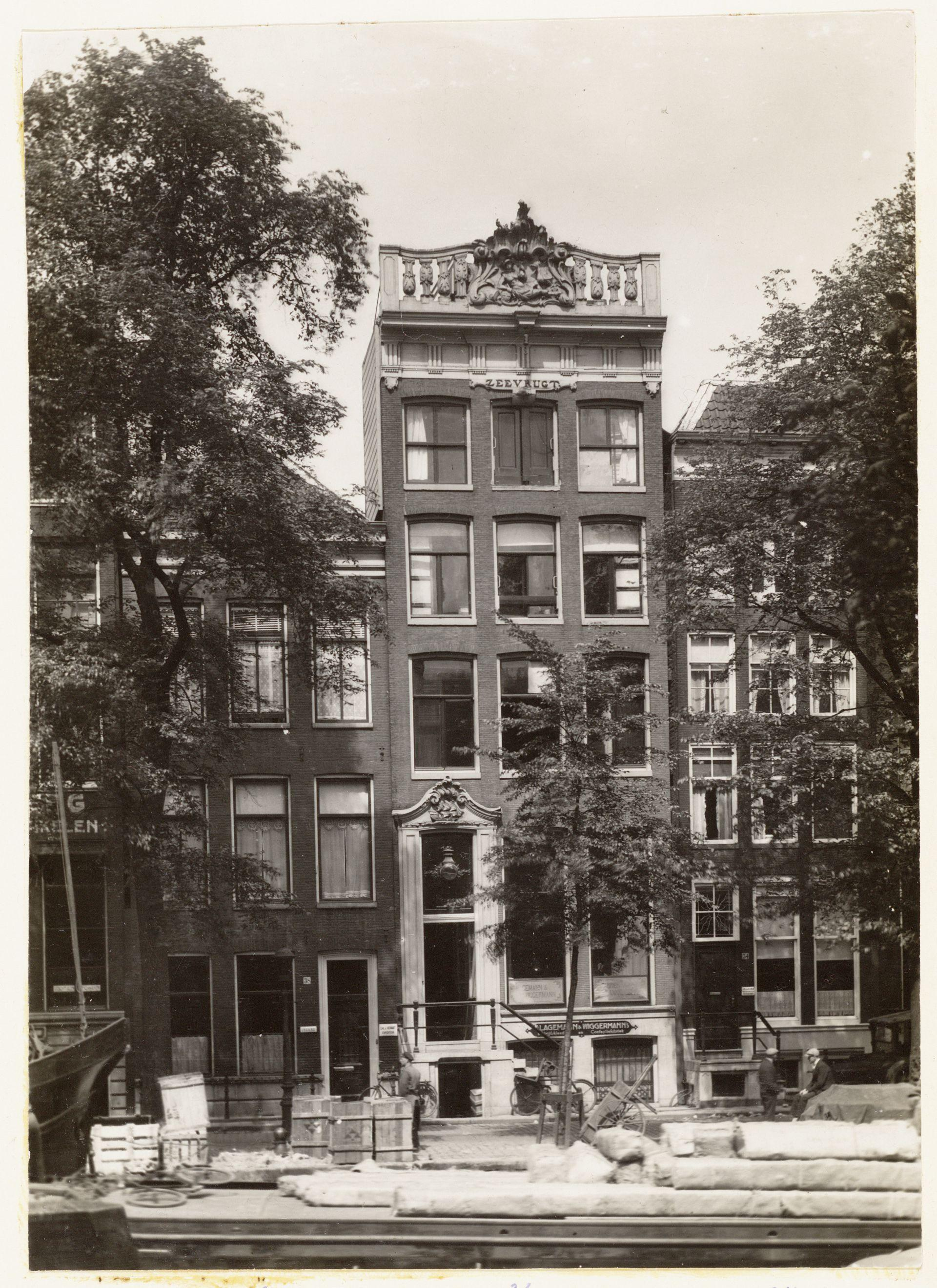
Zeevrugt omstreeks 1940

Zeevrugt is een huis aan het Singel in de grachtengordel van Amsterdam.
In 1763 werd Huis de Zeevrugt gebouwd op nummer 36, aan de buitenkant (westzijde) van het Singel, tussen de Brouwersgracht en de Korsjespoortsteeg. 
Boven in de gevel staat de naam van het huis: Zeevrugt. De gevel is een kuifgevel bekroond door een afbeelding van Mercurius en is samen met de deuromlijsting uitgevoerd in de Lodewijk XV-stijl (asymmetrisch). Het is aannemelijk dat het huis door een koopman is gebouwd.
Het huis is particulier eigendom. Sinds 1970 staat het pand op de Rijksmonumentenlijst.